# Bertrand Flornoy
Pour les articles homonymes, voir Flornoy.
Bertrand Flornoy, né le 27 mars 1910 à Paris et mort dans la même ville le 25 avril 1980,, est un explorateur, ethnologue, archéologue et homme politique français.
Spécialiste de l'Amazonie péruvienne, il explore les sources de l'Amazone. Archéologue, il met en évidence une civilisation amérindienne pré-Inca. Ensuite homme politique, il est député gaulliste de 1962 à 1978.

## Biographie
Bertrand Joseph Marie Flornoy, né en 1910, est le fils d'Eugène Flornoy et d'Henriette Castillon du Perron,.

### Explorateur et archéologue
Bertrand Flornoy devient en 1936 chargé de mission au Muséum national d'histoire naturelle, qui l'envoie en mission d'études et d'exploration en Amazonie et dans les Andes. Il se spécialise dans le Haut-Amazone péruvien, et découvre en 1941 et 1942 les sources du Río Marañón, qui est un des constituants de l'Amazone.
Archéologue, Flornoy s'intéresse particulièrement aux civilisations précolombiennes et met au jour les vestiges d'une civilisation d'avant les Incas. Sur les 101 sites explorés dans la région de Tantamayo, 25 sont particulièrement étudiés en 1955 et 1956 en compagnie de Marc Corcos. De nombreux monuments découverts révèlent une architecture inconnue jusque-là en Amérique du Sud (édifices à 3 et 4 étages) comme ceux de Piruro, Japallán, Selmín Granero et Susupillo.
Bertrand Flornoy et Marc Corcos ont  découvert  "l'Empire de Yarovilca" une civilisation  pré-incaïque inconnue jusque-là et qui, depuis la conquête espagnole, n'avait pas été localisée (« Journal de la Société des Américanistes », 1956 : Volume 45, Numéro 45, Pp 237-238 / 1957 : Volume 46, Numéro 46, Pp 207-226).
Bertrand Flornoy est en 1937 un des membres fondateurs du « Club des explorateurs français » qui devient ensuite la Société des explorateurs français. Il en est le président en 1946, puis de 1948 à 1952 et de 1956 à 1980. Membre de la Commission centrale de la Société de géographie, il fait aussi partie de l'Explorateur club de New York.

### Ouvrages scientifiques et documentaires
Bertrand Flornoy écrit de nombreux ouvrages relatant ses expéditions.
Selon André Chennevière, les « travaux remarquables de Bertrand Flornoy sur l'Amazonie » ont une incontestable « valeur scientifique », mais sont moins accessibles que ceux de Ferreira de Castro.
Flornoy est également le réalisateur de plusieurs films documentaires de 1947 à 1953. Il réalise en 1955 un enregistrement sonore sur les indiens Iawa et Bora, qui lui vaut le Grand Prix du disque de l'Académie Charles-Cros.

### Député
Sous la Cinquième République, Bertrand Flornoy entre en politique en 1959 en devenant délégué national à la jeunesse de l'Union pour la nouvelle République (UNR).
Il est ensuite député gaulliste de Seine-et-Marne, de 1962 à 1978, trois fois réélu ; il est aussi maire de Coulommiers (Seine-et-Marne).

## Œuvres
Flornoy a écrit plusieurs livres, a tourné quelques films documentaires et publié un enregistrement sonore.

### Ouvrages imprimés
Les ouvrages imprimés sont classés par date de première publication.
- Haut-Amazone, Paris, Plon, 1939 ; rééd. Paris, Plon, 1953.
- Trois Français chez les Indiens réducteurs de têtes, Paris, Plon, 1939 ; rééd. Rio de Janeiro, Atlantica Editora, 1945 ; rééd. Paris, Plon, 1953 (réédition commune avec Haut-Amazone).
- Chez les Indiens de l'Amazone, Paris, éd. Je sers, 1943.
- Découverte des sources, des Andes à la forêt amazonienne, Paris, Je sers, 1946 ; rééd. Paris, Je sers, 1951.
- De la banquise à la jungle, ouvrage collectif, Paris, Plon, 1952.
- Iawa, le peuple libre, Paris, Amiot-Dumont, 1953 ; rééd. 1955.
- Aux sources de l'Amazone, avec Geneviève Rouch, Paris, F. Nathan, 1954.
- L'Aventure Inca, Paris, Amiot-Dumont, 1955 ; rééd. Paris, le Club du livre d'histoire, 1955 ; rééd. Paris, Librairie Académique Perrin, 1963 ; rééd. Paris, Perrin, 1980  (ISBN 2-262-00204-5)
- Exploration archéologique de l'Alto Río Marañón (des sources du Río Marañón au Río Sarma), 1955.
- Mission dans le Haut-Amazone, 1956.
- A la pointe de l'exploration, Paris, Fayard, 1960.
- Amazone, Terres et hommes, découverte des sources, Paris, éd. Perrin, 1969 ; rééd. Evreux, le Cercle du bibliophile, 1970.
- Autres : Divers articles, préfaces, contributions.

### Films documentaires
- Les indiens des hauts plateaux, Paris, 1947[9].
- Conquête de la forêt vierge, Paris, Gaumont, 1948[9].
- Mon ami Ti, réducteur de têtes, Paris, Gaumont, 1948[9].
- Iawa ! au cœur de l'amazone, 1953.

### Discographie
- Amazone : Indiens Iawa et Bora, enregistrement sonore, Paris, Vogue, 1955 ; Grand Prix du disque de l'Académie Charles-Cros en 1955[2].

## Mandats parlementaires
- 25 novembre 1962 - 2 avril 1967 : député de Seine-et-Marne - UNR-UDT ;
- 12 mars 1967 - 30 mai 1968 : député de Seine-et-Marne - Union démocratique pour la Ve République ;
- 23 juin 1968 - 1er avril 1973 : député de Seine-et-Marne - UDR ;
- 11 mars 1973 - 2 avril 1978 : député de Seine-et-Marne - UDR[10].

## Hommages
- Une rue de Coulommiers (Seine-et-Marne), dont il était maire de 1971 à 1977, porte son nom.
- Une très courte rue de Montpellier à la Martelle, parallèle à la rue des Bouisses.

### Sources bibliographiques
- Grand Larousse encyclopédique en 10 volumes, p. 1062.
- « Bertrand Joseph Marie Flornoy », dans Henry Coston, Trombinoscope de la Ve bis, éd. M. de Mauny, 1963, page 91.
- Béatrice et Michel Wattel, Qui était qui, XXe s., 2005.
- « Bertrand Flornoy », Catalogue général, Bibliothèque Nationale de France.
- Unesco, Reports and papers on mass communication, numéro 15, Unesco, Dept. of Mass Communications, 1955.

### Documentaires, enregistrements
- « Bertrand Flornoy : le Pérou », documentaire présenté par Pierre Sabbagh et produit par la RTF dans la série Le Magazine des explorateurs, 21 mai 1958, en ligne sur le site de l'INA.
- « Bertrand Flornoy : panorama des explorations françaises », Pierre Sabbagh, RTF, en ligne sur le site de l'INA.
- « Technique et démocratie », débat politique, Paris, ORTF, 1965.